# زباستیان درر
زباستیان درر (انگلیسی: Sebastian Döhrer؛ زادهٔ ۲۴ مهٔ ۱۹۸۵) دوچرخه‌سوار اهل آلمان است. وی در مسابقات قهرمانی دوچرخه‌سواری پیست جهان ۲۰۱۱ در بخش اسپرینت تیمی شرکت کرده و در رده یازدهم قرار گرفته‌است.